# Radfernweg Bayern–Böhmen
Der Radfernweg Bayern–Böhmen ist ein rund 525 km langer Radwanderweg, der durch Bayern und Böhmen führt. Er ist ein Folgeprojekt des Euregio Egrensis.

## Verlauf
Der Radfernweg ist durchgehend mit einem eigenen Symbol markiert und verläuft durch das Fichtelgebirge, den Oberpfälzer Wald und den Nordteil des Böhmerwaldes. Der Verlauf:
- Bischofsgrün – Weiden (75,9 km)
- Weiden – Amberg (79,8 km)
- Amberg – Schwandorf (89,3 km)
- Schwandorf – Schönsee (56 km)
- Schönsee – Marienbad (78,8 km)
- Marienbad – Waldsassen (75,2 km)
- Waldsassen – Fichtelberg (54,5 km)

## Öffentliche Verkehrsmittel
Der Radfernweg verläuft innerhalb des Liniennetzes des sogenannten EgroNet. Dafür gibt es das EgroNet-Ticket, ein spezielles Nahverkehrsticket, welches bereits die Mitnahme eines Fahrrades einschließt und auf fast allen Eisenbahn- und Busstrecken der Region anerkannt wird.